# Станції Глуховська
Станції Глухо́вська (рос. Станции Глуховская, башк. Глуховская станцияһы) — село у складі Белебеївського району Башкортостану, Росія. Входить до складу Шаровської сільської ради.
20 липня 2005 року до села було включено присілок 1445 км, 29 грудня 2006 року — присілок Електропідстанції.
Населення — 93 особи (2010; 138 в 2002).
Національний склад:
- росіяни — 72 %